# Wuhlheide

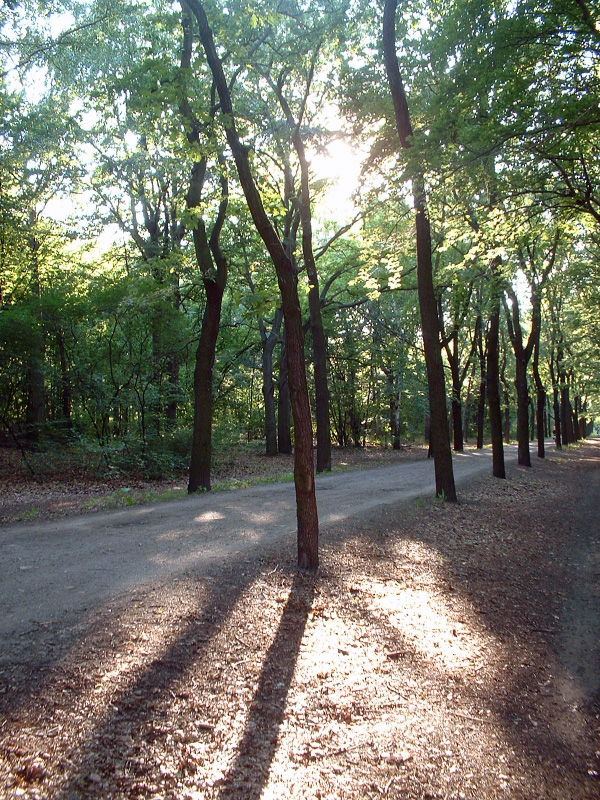
Eichgestell, Hauptweg im Volkspark Wuhlheide

Die Wuhlheide ist ein in den Berliner Ortsteilen Oberschöneweide und Köpenick gelegenes städtisches Waldgebiet, das zu den Köpenicker Heiden gehört. Sie umfasst neben dem ehemaligen Volkspark Wuhlheide auch das Freizeit- und Erholungszentrum (FEZ), das Gewerbegebiet Innovationspark Wuhlheide (IPW), den Waldfriedhof Oberschöneweide sowie weitere große Waldgebiete östlich und westlich der beiden Parkanlagen. Die Wuhlheide wurde 1911 durch die Stadt Berlin zur Trinkwassergewinnung angekauft und hatte zu diesem Zeitpunkt eine Fläche von 525 Hektar. Die heute noch zusammenhängend unbebaute Waldfläche beträgt 370 Hektar. Seit der Eingemeindung der selbstständigen Landgemeinde Oberschöneweide zu Groß-Berlin im Jahr 1920 liegt die Wuhlheide innerhalb des Berliner Stadtgebietes. Durch spätere kommunale Grenzkorrekturen gehört der östlich der Rudolf-Rühl-Allee gelegene Teil der Wuhlheide mit dem Stadion An der Alten Försterei heute zum Ortsteil Köpenick.
Die Wuhlheide ist überwiegend ein Laubwald mit einem sehr hohen Anteil von Eichen. Durch die Wuhlheide flossen einstmals der Hohe Wallgraben sowie die Rohrlake. Beide Bachläufe sind heute größtenteils trocken oder werden streckenweise in Rohren unterirdisch abgeleitet. Benannt ist die Wuhlheide nach dem in die Spree mündenden Fluss Wuhle, der einstmals die östliche Waldgrenze bildete.

## Volkspark Wuhlheide

Kartenausschnitt der Wuhlheide

Der Park wurde als Volks- und Waldgarten nach Plänen des Treptower Gartendirektors Ernst Harrich in den Jahren 1919–1931 im westlichen Teil der Wuhlheide angelegt. Der Leitgedanke war der sogenannte „Waldpark“ mit naturnahen Waldgebieten, die der Erholung der Stadtbevölkerung dienen sollten.
Während des Zweiten Weltkriegs wurden im Park Flugabwehrkanonen aufgestellt und ein Bunker errichtet. Durch Kriegseinwirkungen wurde der Park zu großen Teilen zerstört. Bereiche des Parks wurden von der Roten Armee besetzt und darauf ein Kasernengelände errichtet. Lediglich das Freilicht- und Luftbad Wuhlheide blieb in seiner ursprünglichen Form erhalten und wird nach einer aufwendigen Sanierung weiter genutzt. Ein Wiederaufbau des unter Denkmalschutz stehenden Volksparks ist schrittweise geplant.

## Freizeit- und Erholungszentrum

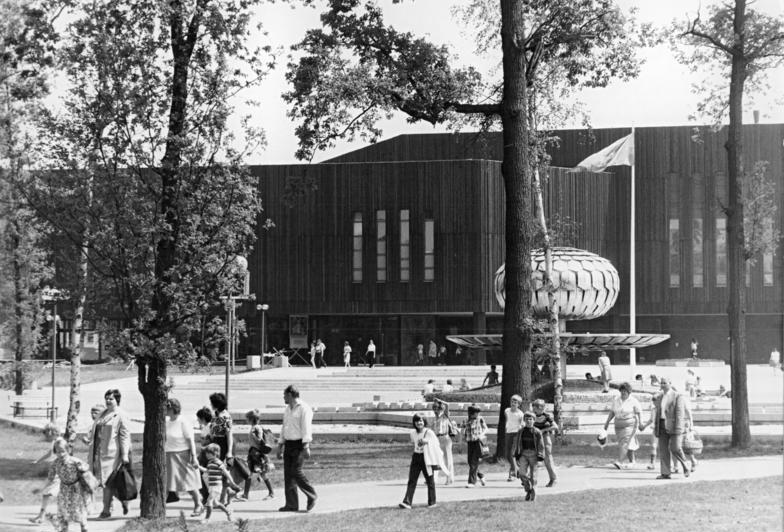
Pionierpalast „Ernst Thälmann“, Mai 1981

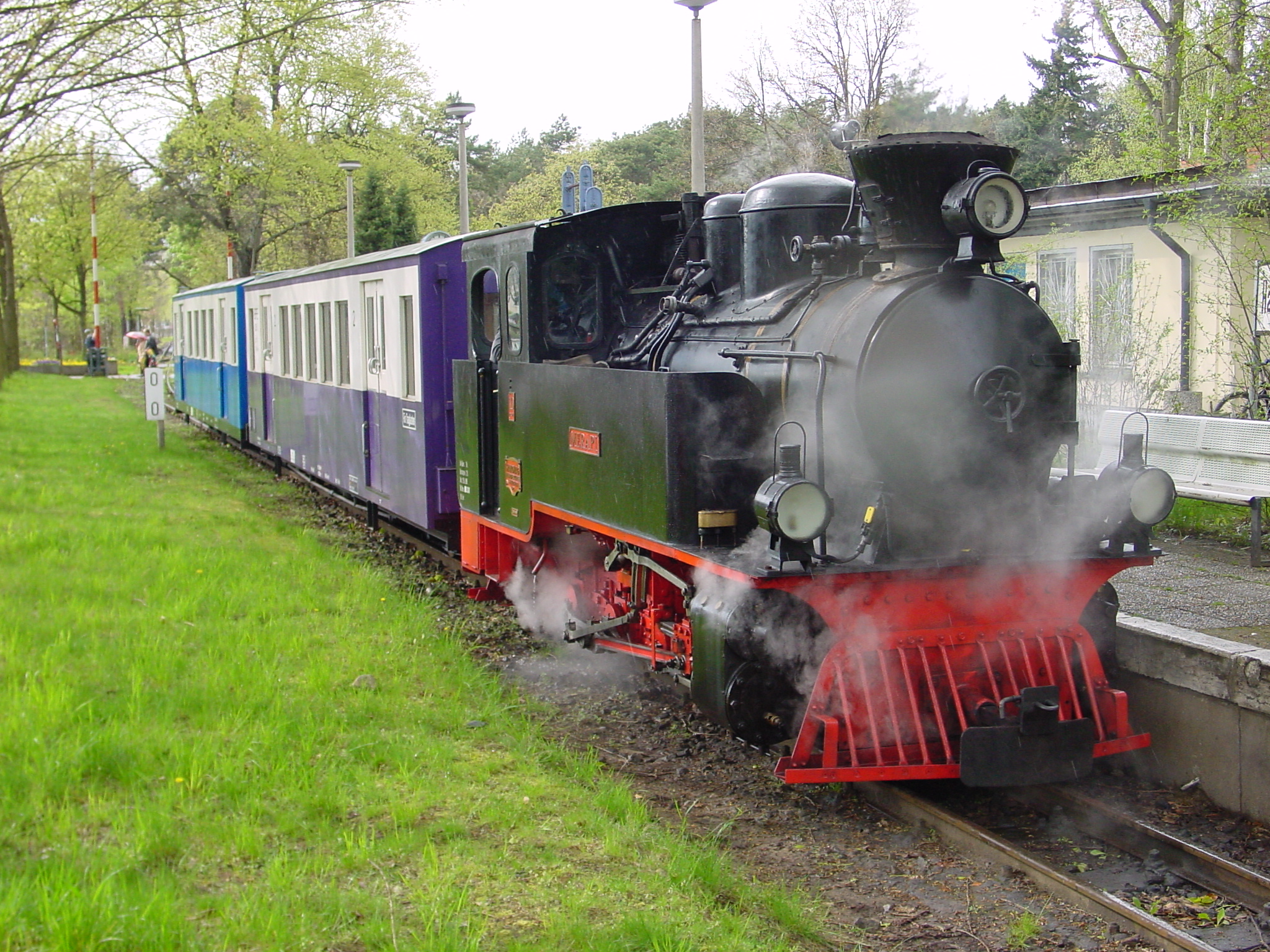
Dampflok der Parkeisenbahn Wuhlheide

### Pionierpark „Ernst Thälmann“
Im östlichen Bereich der Wuhlheide entstand zum ersten Deutschlandtreffen der Jugend und Studenten 1950 ein Pionierlager, die Pionierrepublik Ernst Thälmann. Anschließend wurde nach Plänen des Landschaftsarchitekten Reinhold Lingner der Pionierpark Ernst Thälmann mit einer Freilichtbühne, einem Stadion und einem künstlich angelegten Badeteich mit Strand und Liegewiese gestaltet und am 27. Juli 1951 zu den dritten Weltfestspielen der Jugend und Studenten in Berlin feierlich eröffnet. 1955 kam die von Kindern und Jugendlichen betriebene Pioniereisenbahn (Schmalspurbahn) und das Haus Natur und Umwelt hinzu und im Jahr 1964 eine Schwimmhalle.
Kurz vor dem 30. Jahrestag der DDR am 7. Oktober 1979 eröffnete am 3. Oktober 1979 der Pionierpalast „Ernst Thälmann“. Nach der Grundsteinlegung am 2. Juni 1976 entstand nach dem Entwurf des Architekten Günter Stahn der Gebäudekomplex. Das Richtfest wurde am 21. Oktober 1977 gefeiert. Als Materialien kamen unter anderem Lärchenholz und Kalksandstein zum Einsatz. Die Gesamtkosten beliefen sich auf rund 180 Millionen Mark.
Der Pionierpalast erhielt Veranstaltungsräume, Räume für Arbeitsgemeinschaften (beispielsweise eine Computer-AG, die AG Junge Schriftsetzer, eine AG Aquarianer), ein Kosmonautentrainingszentrum, ein Restaurant, ein Theater, eine Sporthalle und ein Schwimmbad mit acht 50-Meter-Bahnen, das nur für Kinder und deren schulische Aufsichtspersonen zugelassen war, auf einer Fläche von insgesamt 13.000 m². Dabei wurde das ehemalige Neue Forsthaus überbaut und es entstand ein großer Kinderspielplatz, im Jahr 1984 dann das Zeltlager im Wald. Der Pionierpalast war eine der größten Anlagen dieser Art in der DDR.

### FEZ

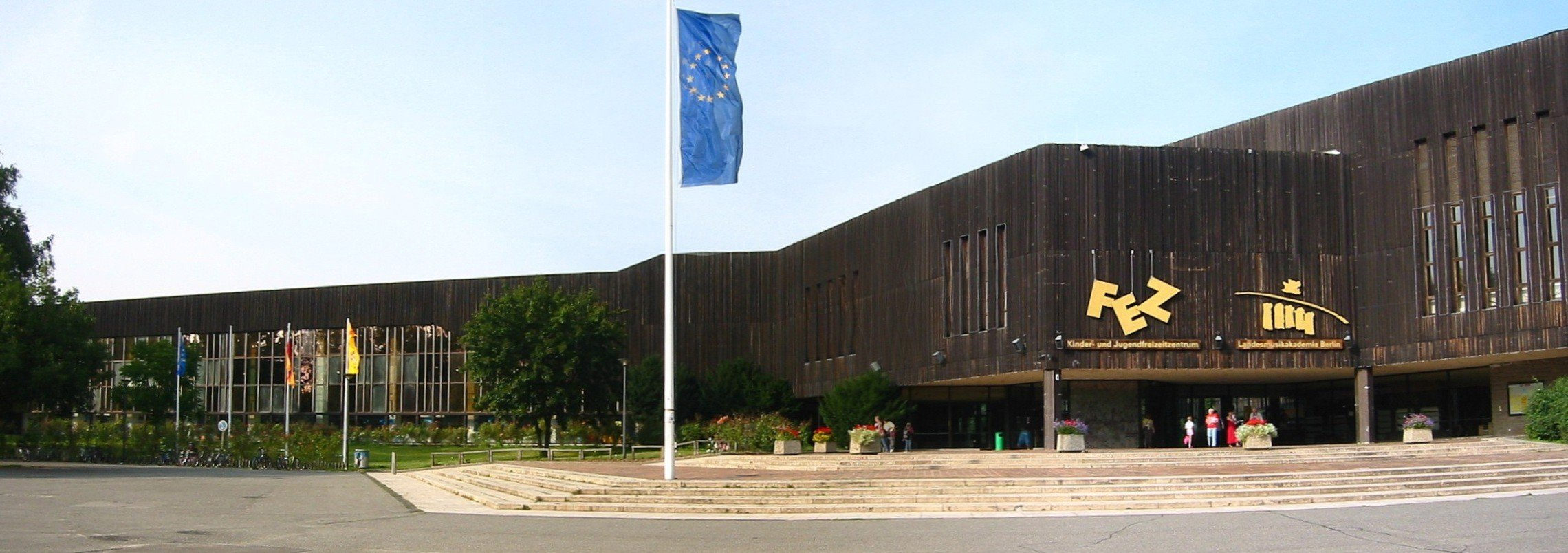
Hauptgebäude des FEZ

Nach der politischen Wende wurde im Gebäude des Pionierpalastes die Landesmusikakademie Berlin mit untergebracht und für beide zusammen eine gemeinnützige Betriebsgesellschaft des Landes Berlin gegründet, das Areal erhielt den Namen FEZ Wuhlheide (sprich: feːts, Freizeit- und Erholungszentrum). Seit einigen Jahren lautet die Bezeichnung FEZ-Berlin, wobei der offizielle Titel in Kinder-, Jugend- und Familienzentrum umbenannt wurde. Weitere Standorte, wie das Haus Natur und Umwelt gingen an Freie Träger und werden seitdem von ihnen betrieben (Naturfreundejugend Deutschlands, JAO etc.). Die ehemalige Pioniereisenbahn wurde von einer GmbH übernommen, gegründet von mehreren Vereinen von Schmalspureisenbahnern und heißt heute Berliner Parkeisenbahn. Die Freilichtbühne mit 17.000 Plätzen wurde denkmalgerecht wieder hergestellt und an eine Veranstaltungsgesellschaft verkauft; sie wird als Parkbühne Wuhlheide betrieben, unter anderem für Rock- und Popkonzerte.
Die Anlagen des ehemaligen Pionierparks werden seit Ende der 1990er Jahre nach und nach restauriert. In den 1990er Jahren wurde eine Feldbahnsammlung (500 mm Spurweite) mit regelmäßigem Fahrbetrieb aufgebaut. Das FEZ ist Veranstaltungsort von Großveranstaltungen wie den United Nations Wochen, dem alljährlichen Puppentheaterfestival, dem Samba Syndrom sowie von Veranstaltungen wie den Festivals für junge Politik, dem Harry-Potter-Event Zauberschloss, dem Stadtspiel FEZitty und anderen, die von Jugendlichen und Kindern gestaltet und besonders in den Ferien besucht werden. Aber auch im ganz normalen täglichen Betrieb ist es die größte gemeinnützige Kinder- und Jugendfreizeiteinrichtung Europas. 
Trotz einiger Einschränkungen aufgrund der schlechten Haushaltslage Berlins bietet das FEZ für Kinder und Jugendliche auch heute noch eine Vielzahl von Freizeitgestaltungen, Arbeitsgemeinschaften und sportlichen Aktivitäten. Neben Berlins größtem Kindertheater beherbergt die Einrichtung noch ein Raumfahrtzentrum, ein Kindermuseum, ein Schwimmbad, ein Kino, mehrere Spielplätze und einen Badesee mit Sandstrand. Seit 28. Mai 2025 steht das FEZ unter Denkmalschutz.
Haus Natur und Umwelt
Das Haus Natur und Umwelt ermöglicht seit 1955 Großstadtkindern die Begegnung mit der Natur und wurde 2005 von der gemeinnützigen USE GmbH (Union Sozialer Einrichtungen gemeinnützige GmbH) übernommen. Mit seinem 17.000 m² großen Gelände steht es nun Schulklassen und Kindergruppen für pädagogisch betreute Exkursionen oder Projekttage, in den Schulferien und am Wochenende Familien für Naturerleben ganzjährig zur Verfügung. Darüber hinaus dient es der gesellschaftlichen Teilhabe von Menschen mit Behinderungen und der Begegnung von behinderten und nichtbehinderten Menschen.
Im Innern des Hauses befinden sich eine naturkundliche Ausstellung zu den Themen Wald und Wunderwelt Boden, Terrarien, Aquarien und Volieren, Laboratorien zum Experimentieren und Mikroskopieren sowie eine umfangreiche Sammlung von Insekten und Präparaten, um das Haus herum eine Gartenanlage mit Teichen, einer Pferdekoppel mit Reitplatz und über 500 Tieren in einem Freilandterrarium, in Gehegen und einem Streichelzoo.
Öko-Insel
Die Öko-Insel als Lehr- und Themengarten entstand durch Erschließung einer Freifläche und Umbau der vorhandenen Gewächshäuser in Nutz- und Schaugewächshäuser (z. B. ein Sukkulentenhaus, ein Mini-Regenwald mit Teich). In Kooperation mit dem Imker-Verband wurde ein Bienenhaus errichtet und mit mehreren Bienenvölkern besiedelt. Im Öko-Garten findet man Beete in Mischkultur, einen Gewürz- und Heilkräuterbereich, Weiher, Lehmbackofen, die Fröhliche Amaranth-Kinderbäckerei, ein Bienenhaus mit Schaukästen und Arbeitsraum und ein Gartenhaus, an dem die Nutzung regenerativer Energiequellen veranschaulicht wird: Elektroenergie wird mittels Photovoltaik und Windgenerator gewonnen, die Wassererwärmung erfolgt durch Sonnenflachkollektoren.
Tomatenfisch
In einem Gewächshaus auf der Öko-Insel befindet sich eine Vorführanlage des Leibniz-Institut für Gewässerökologie und Binnenfischerei Berlin, in der gleichzeitig Fische und Tomaten wachsen. Deshalb nannte man das Projekt ASTAF-PRO (Aquaponik-System zur emissionsfreien Tomaten- und Fisch-Produktion) auch Tomatenfisch. Das System arbeitet nahezu emissionsfrei, Energie, Wasser, Dünger und Rohstoffe lassen sich sparen, die Umwelt wird geschont. Kinder erhalten einen Einblick in biologisch-chemische Prozesse in der Natur im Zusammenhang mit nachhaltiger Lebensmittelproduktion und nachhaltigem Konsum und deren globaler Bedeutung.
Experiment Selbstversorgung VitaWert+
In diesem Projekt mit mehreren Partnern, wie der Lebenswissenschaftlichen Fakultät des Albrecht Daniel Thaer-Institutes für Agrar- und Gartenbauwissenschaften der Humboldt-Universität und TeamGarten GbR wird seit März 2014 erforscht, welche ernährungsphysiologisch wertvollen Kulturen (unter Berücksichtigung verschiedener Anbaumethoden) sich auf kleinstem Raum als besonders ertragreich erweisen. Ziel ist die Entwicklung eines tragfähigen Anbaukonzeptes für die Zusatzversorgung mit Obst und Gemüse auf kleinen innerstädtischen Flächen (Urbaner Gartenbau bzw. Urban Gardening).

### Landesmusikakademie Berlin
Die Landesmusikakademie Berlin ist eine Einrichtung des Landes Berlin für musikalische Fort- und Weiterbildungen, die sich an Laienmusiker und Multiplikatoren richten. Sie ist Teil der KJfz-L-gBmbH und hat ihren Sitz im Gebäude des FEZ-Berlin in der Wuhlheide. Sie bietet Kurse, Workshops, Fortbildungen, Lehrgänge und Fachtagungen für Menschen jeden Alters und jeder Herkunft an: (Musik-)Pädagogen, Erzieher, Laienmusiker und Interessierte. Projekttage für Schulklassen, Angebote für Kita-Gruppen und die „Family Music Days“ für Familien runden das Angebot ab.
Das Expertenteam der LMAB wählt sorgfältig Dozentinnen und Dozenten aus Berlin und ganz Deutschland für ihre Angebote aus. Dies ermöglicht den Teilnehmenden neue fundierte Erkenntnisse, Lernergebnisse mit Praxisbezug und eine umfangreiche Bereicherung durch Musik.

## Modellpark Berlin-Brandenburg

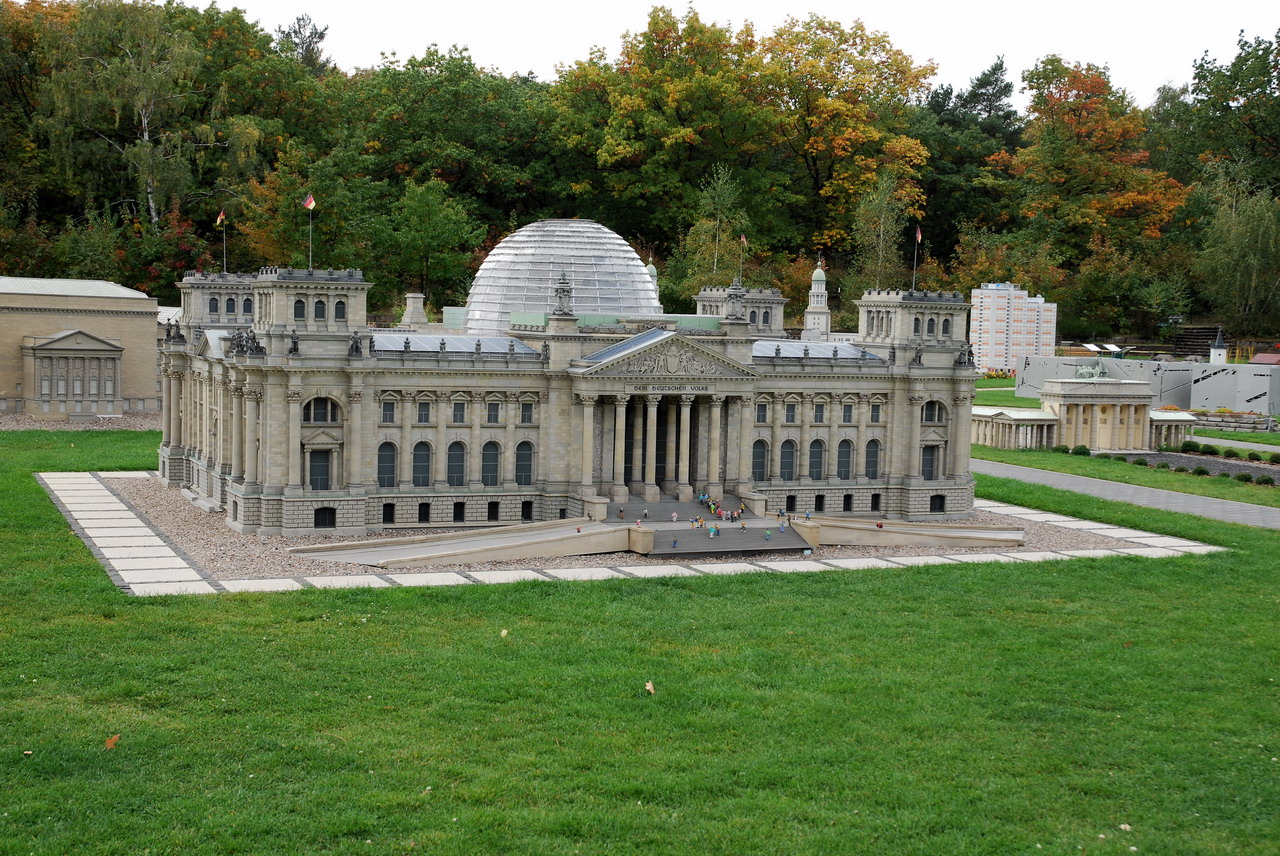
Reichstagsgebäude als Modell

Im Juni 2007 eröffnete auf dem Gelände des ehemaligen Ernst-Thälmann-Stadions im Volkspark der Modellpark Berlin-Brandenburg, eine 3D-Miniaturlandkarte der beiden Länder Berlin und Brandenburg auf einer Fläche von rund 15.000 Quadratmetern. Eingebettet in einen Landschaftsgarten, der die Charakteristik der Region nachempfindet, können sich Besucher mehr als 82 – im Maßstab 1:25 originalgetreu gefertigte – Modelle bekannter Berliner und brandenburgischer Sehenswürdigkeiten ansehen, wie beispielsweise die des Reichstagsgebäudes und des Pergamonmuseums, mit jeweils rund 30 Quadratmetern Grundfläche die zwei größten Exponate des Parks und Modelle vom Schloss Friedrichsfelde, Schloss Köpenick und Rathaus Spandau.
Der Modellpark wird ständig um neue Miniaturen erweitert. Sonntags werden hier für Kinder Bastel- und Spielangebote offeriert.

## Wagendorf und Schwimmhalle
- Westlich des Hauses für Natur und Umwelt, auf der Fläche, die zuvor als studentisches Sommerlager genutzt wurde, befindet sich seit 1991 das Wagendorf Wuhlheide (das Wagendorf Wuhlheide auf der Karte).[9] Träger ist der Verein Wagendorf Wuhlheide e. V., Vereinszweck ist „die Förderung und Gestaltung des alternativen, naturnahen, selbstverwalteten und eigenverantwortlichen Wohnens in nicht ortsfesten Wohneinheiten. […] Menschen an dem Prozess der politischen Willensbildung zu beteiligen, die Selbsthilfekräfte zu stärken und die Fähigkeit zum selbstbestimmten Leben in unserer Gesellschaft zu fördern. Der Verein wendet sich insbesondere gegen Fremdenfeindlichkeit und die gesellschaftliche Ausgrenzung und Stigmatisierung von fremden oder alternativen Lebensformen“. Seit einigen Jahren findet hier jährlich das Wuhlheide Festival statt.

- Unter der Adresse An der Wuhlheide 161 befindet sich die von den Berliner Bäderbetrieben unterhaltene Kleine Schwimmhalle Wuhlheide. Ihre Besonderheit ist, dass sie einerseits einen Baby- und Kleinkinderbereich bereithält, in dessen Planschbecken eine Wassertemperatur von 30 Grad herrscht. Andererseits hat auch das Normalschwimmbecken eine Wassertemperatur von 30 Grad. Dies soll Senioren ebenfalls zur Bewegung im Wasser animieren. Zudem wurden Umkleideräume und Zugänge so umgestaltet, dass diese Schwimmhalle nun barrierefrei zugängig ist. Trotz der höheren Wassertemperatur wird gegenüber den Standard-Schwimmhallen in der Verantwortung der kommunalen Bäderbetriebe durch technische Maßnahmen (beispielsweise bessere Dachdämmung) weniger Energie verbraucht und auch weniger CO2 ausgestoßen. In den Jahren 2021 bis 2023 wurde die Halle für rund 2,4 Millionen Euro total neu gestaltet.[10]

## Vormalige Nutzungen

### Arbeitserziehungslager
In der Wuhlheide wurden während des Zweiten Weltkriegs mehrere Baracken für Zwangsarbeiter errichtet. Die Insassen mussten im nahegelegenen AEG-Stammwerk in der Wilhelminenhofstraße in Oberschöneweide arbeiten.

### Ehemaliger militärisch genutzter Teil
Zwischen Trabrennbahn und Sommerbad Wuhlheide entstand in den 1960er Jahren eine Kaserne der sowjetischen Streitkräfte. Sie beherbergte die Berlin-Brigade. Die Kaserne wurde angelegt, weil die Kapazitäten in den Wehrmachtsgebäuden der Heerespionierschule in Berlin-Karlshorst in der Zwieseler Straße vom KGB beansprucht wurden. Die Pläne für den Volkspark Wuhlheide stammen von 1911 und lagen von 1945 bis zum Abzug der russischen Streitkräfte in den 1990er Jahren in der Schublade. Auf dem ehemaligen Gelände der Kaserne entstand bis 2006 der Volks- und Waldpark Wuhlheide.
Nach der Aufgabe der militärisch genutzten Flächen wurde die Fläche im Rahmen der Wiedereingliederung rückgebaut. Dafür wurden Gebäude, Betonflächen und Mauern abgerissen. Gleichzeitig entstand ein Eidechsenquartier, Bäume wurden gepflanzt und Rasen gesät. Von der Treskowallee bis zum Eichgestell wurde ein rund 1000 Meter langer asphaltierter Weg und im mittleren Teil ein ovaler Weg, dessen Länge rund 830 Meter beträgt, für Fußgänger und Radfahrer angelegt, der auch von Skatern nutzbar ist. Er wird von den hier Ansässigen wegen der Form als Rondell bezeichnet. Die Benennung wegen der ehemaligen russischen Streitkräfte als „Russen-Ei“ wird kolportiert.
Auf dem Gelände wurde im Jahr 2021 ein neues Kleingewässer angelegt. Es soll als Laichgewässer für Amphibien wie Kröten, Frösche und Molche dienen. Seine Fläche beträgt 388 m², es hat einen Umfang von 90 m und ein Wasservolumen von 215 m³. Als Dichtungselement wurden Bentonitmatten verwendet.

## Fernsehen
- Lutz Rentner: Die Wuhlheide (= Geheimnisvolle Orte. Staffel 6, Folge 4). Rundfunk Berlin-Brandenburg, 2022, 44 min., (Online)